# Egiptovski bazar, Carigrad
Bazar začimb (turško Mısır Çarşısı, kar pomeni egipčanski bazar) v Carigradu v Turčiji je eden največjih bazarjev v mestu. Je v četrti Eminönü v okrožju Fatih in je najbolj znan pokrit nakupovalni kompleks po Velikem bazarju.

## Zgodovina
Obstaja več dokumentov, ki kažejo, da je bilo ime bazarja najprej »Novi bazar«. Potem je dobil ime »Egiptovski bazar«, ker je bil zgrajen s prihodki osmanskega ejaleta v Egiptu leta 1660. Beseda mısır ima v turščini dvojni pomen: Egipt in koruza. Zato je včasih ime napačno prevedeno kot koruzni bazar. Bazar je bil (in je še vedno) središče trgovine z začimbami v Carigradu, v zadnjih letih pa prodajalce začimb postopoma nadomeščajo druge vrste trgovin.
Sama stavba je del külliye (kompleksa) Nove mošeje. Prihodki, pridobljeni od najetih trgovin v bazarju, so bili porabljeni za vzdrževanje mošeje.
Strukturo je zasnoval dvorni arhitekt Koca Kasım Ağa, vendar so se gradbena dela začela pod nadzorom drugega dvornega arhitekta, Mustafe Ağa, v zadnjih mesecih leta 1660; po velikem požaru v Carigradu leta 1660, ki se je začel 24. julija 1660 in je trajal nekaj več kot dva dni (približno 49 ur, po kronikah Abdi-paše) je uničil številne soseske v mestu. Po požaru se je v mestu začela velika obnova in prenova, ki je vključevala nadaljevanje gradbenih del Nove mošeje leta 1660 (ustavljena med 1603 in 1660, gradnja mošeje je bila končno končana med 1660 in 1665) in začetek izgradnje bazarja začimb istega leta (vse stavbe v külliye Novi mošeji, vključno s Bazarjem začimb, je naročila sultanka Turhan Hatice, Valide sultan (kraljica mati) sultana Mehmeda IV.)

## Egipčanski bazar danes
Bazar začimb ima skupaj 85 trgovin, ki prodajajo začimbe, turške slaščice (lokum) in druge sladkarije, nakit, spominke ter suho sadje in oreščke.

## Galerija
- Stavba bazarja začimb
- Izdelki Bazarja začimb
- Izdelki Bazarja začimb
- Posušen čili na bazarju začimb
- Posušena zelenjava na bazarju začimb
- Barvit bazar začimb
- Glavna ulica bazarja
- Začimbe v prodaji
- Posušeno sadje na bazarju začimb
- Znotraj bazarja
- Znotraj bazarja